# Saint-Privé (Yonne)
Saint-Privé is een gemeente in het Franse departement Yonne (regio Bourgogne-Franche-Comté) en telt 480 inwoners (1999). De plaats maakt deel uit van het arrondissement Auxerre.

## Geografie
De oppervlakte van Saint-Privé bedraagt 41,6 km², de bevolkingsdichtheid is 11,5 inwoners per km².
De onderstaande kaart toont de ligging van Saint-Privé (Yonne) met de belangrijkste infrastructuur en aangrenzende gemeenten.

## Demografie
Onderstaande figuur toont het verloop van het inwonertal (bron: INSEE-tellingen).